# 모니터함

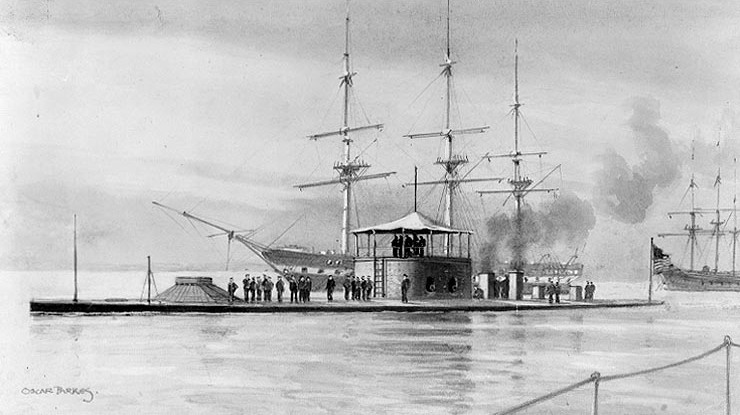

모니터함(monitor)은 군함의 한 종류로 비교적 작고, 낮은 건현의 선체에 상대적으로 대구경 주포를 포탑에 탑재한 선박을 가리킨다. 기본 설계에 착안한 분류이기 때문에 성능과 용도는 군함에 따라 다르다. ‘모니터’라는 단어는 최초의 사례인 남북 전쟁 때 미국 군함 모니터함(USS Monitor)의 이름에서 유래한다. 광의적으로 보면, 감시선의 종류에 포함된다.
크게 나누면 연안 경비와 내수 영역에서의 ‘대함 전투’를 목적으로 한 것과 ‘대지 공격’을 목적으로 한 것으로 분류할 수 있다. 모두 건현이 낮고 대양 항해 성능이 부족하며, 이동 포대적인 성격을 가진다는 공통점이 있다. 전자는 용도에 주목하면 해방전함의 한 형태라고 볼 수 있다.

## 같이 보기
- 포함
- 해방전함